# PAE Ergotelis
Ergotelis Heraklion (gr. Εργοτέλης Ηρακλείου), właśc. Jimnastikos Silogos „O Ergotelis” Heraklion Kreta P.A.E. (gr. Γυμναστικός Σύλλογος «Ο Εργοτέλης» Ηρακλείου Κρήτης Π.Α.Ε.) – grecki klub piłkarski z siedzibą w mieście Heraklion na Krecie, w sezonie 2005/2006 zajął 1. miejsce w rozgrywkach Beta Etniki. Obecnie występuje w rozgrywkach Gamma Ethniki.